# Етнографічний музей (Сочі)
Етнографічний музей — культурно-просвітницький заклад в мікрорайоні Лазаревське Лазаревського району міста Сочі, Краснодарський край, Росія.
Будівля музею споруджена на початку XX століття (до 1914). Спочатку це був відкритий в 1985 етнографічний відділ Музею Історії міста-курорту Сочі.
Музей відкрити 1 травня 1990 року. В 1998 році в музеї була проведена реконструкція залів і заново відкрита експозиція, що діє по цей час.
Етнографічний музей володіє експозицією, що розташована в трьох залах. Близько тисячі експонатів описують історію Причорномор'я, побут і культуру народів Сочі, що населяли цю територію з часів давнини до початку ХХ століття. Зокрема у ньому зображені культура і побут адигів, етнічні процеси сучасного Сочі.
Його загальна експозиційна площа становить близько 300 кв. м.

## Адреса
- 354200 Росія, м. Сочі, вул. Перемоги, 97